# Regale górnicze
Regale górnicze – wyłączność na poszukiwanie i wydobycie kopalin, zastrzeżona dla panującego, także na gruntach nienależących do monarchy.
Regale górnicze oparte było na zasadzie, że wszystko, co znajduje się w ziemi głębiej niż sięgał pług, a niekiedy brona, należy do panującego. Było to oddzielenie praw do użytkowania wnętrza ziemi od praw do użytkowania jej powierzchni.
W różnych krajach i okresach prawo to obejmowało różne kopaliny. Np. w XIII-XIV w., w ordynacjach górniczych dla Lwówka Śląskiego i Złotoryi wynika, że dotyczyły soli, złota, srebra, miedzi, ołowiu, a także tych "które miały by być w przyszłości znalezione". W tamtym okresie nie obejmowały one żelaza, węgla ani kamienia budowlanego, piasków, żwirów, glin, iłów.
Pruska ordynacja górnicza dla Śląska z 1769 obejmowała: "sól kamienną i solanki, metale i "półmetale", z wyjątkiem żelaza, arsen (arszenik), kobalt, nikiel, witriol, ałun, saletrę, węgiel kamienny, siarkę, serpentyn, fluoryt, molibdenit, kryształ górski, chryzopraz oraz wszystkie szlachetne i półszlachetne kamienie wydobywane sposobami górniczymi".
Pruska ustawa z 1865 zwiększyła regale górnicze o węgiel kamienny i węgiel brunatny oraz rudy żelaza, z wyjątkiem rud darniowych.
Obecna ustawa Prawo geologiczne i górnicze idzie jeszcze dalej niż dawne regale królewskie czy książęce i mówi, że na obszarze Polski, wszelkie kopaliny wraz z kamieniem budowlanym, piaskiem, żwirem, gliną, iłami, należą do Skarbu Państwa i na ich poszukiwanie, dokumentowanie i eksploatację potrzebna jest koncesja.